# Dębica (Kołobrzeg)
Dębica [pronunciación en polaco: /dɛmˈbit͡sa/] (en alemán: Damitz) es un pueblo ubicado en el distrito administrativo de Gmina Rymań, dentro del condado de Kołobrzeg, Voivodato de Pomerania Occidental, en el noroeste de Polonia. Se encuentra a unos 5 kilómetros al noreste de Rymań, a 22 kilómetros al sur de Kołobrzeg, y a 91 kilómetros al noreste de la capital regional Szczecin.
El pueblo tiene una población de 210 habitantes.